# Burusu
Les Burusu sont une population vivant dans le nord-est de l'île de Bornéo, dans le kabupaten de Malinau, dans la province indonésienne de Kalimantan oriental. Leur nombre était d'environ 6 000 en 1981 et ils parlent le burusu, une langue du sous-groupe redjang-sajau de la branche malayo-polynésienne des langues austronésiennes.